# Acanthus greuterianus
Acanthus greuterianus är en akantusväxtart som beskrevs av Sven Snogerup, Britt Snogerup och Arne Strid 2006. Acanthus greuterianus ingår i släktet akantusar, och familjen akantusväxter. Inga underarter finns listade i Catalogue of Life.